# Tabanus flavipilosus
Tabanus flavipilosus är en tvåvingeart som beskrevs av Schuurmans Stekhoven 1926. Tabanus flavipilosus ingår i släktet Tabanus och familjen bromsar. Inga underarter finns listade i Catalogue of Life.